# 迪布羅瓦 (卡霍夫卡區)
46°43′53″N 33°45′43″E / 46.73139°N 33.76194°E
迪布羅瓦（烏克蘭語：Діброва）是位於烏克蘭南部的村莊，由赫爾松州卡霍夫卡區的澤萊尼皮德市鎮負責管轄。該村始建於1838年，面積0.57平方公里，海拔高度47米，2001年人口122，人口密度每平方公里213.7人。